# Orimarga setosivena
Orimarga setosivena är en tvåvingeart som beskrevs av Alexander 1971. Orimarga setosivena ingår i släktet Orimarga och familjen småharkrankar.
Artens utbredningsområde är Panama. Inga underarter finns listade i Catalogue of Life.